# Роберт Ренн
Роберт «Боб» Даффілд Ренн (англ. Robert Wrenn; 20 вересня 1873 — 21 листопада 1925) — американський тенісист-шульга, перша ракетка світу. Він чотири рази вигравав US Open в одиночному розряді, один раз — у парному. Був у числі перших членів Міжнародної тенісної зали слави.

## Кар'єра
Ренн народився у місті Хайленд-Парк (Іллінойс). Він вигравав титули на US Open у 1893, 1894, 1896 і 1897 роках (у 1895 програв у фіналі Фред Хові). У 1898 році він служив на Кубі у загоні Мужніх вершників Теодора Рузвельта під час Іспано-Американської війни. Там він підхопив жовту гарячку.
Разом зі своїм братом Джорджем, Ренн був учасником збірної США у розіграші Кубка Девіса 1903 року. У фіналі проти Великої Британії Ренн програв обидва свої одиночні матчі Реджинальду та Лоренсу Догерті, а також поступився братам у парній зустрічі. Збірна США програла із рахунком 1-4.
У 1914 році його заарештували за те, що він насмерть збив пішохода.
З 1912 до 1915 Ренн був президентом Асоціації тенісу США. У 1955 році включений до Міжнародної тенісної зали слави.

## Фінали турнірів Великого шолома

### Одиночний розряд

#### Перемоги
| Рік  | Турнір                 | Суперник у фіналі | Рахунок у фіналі        |
| 1893 | U.S. Championships     | Фред Хові         | 6–4, 3–6, 6–4, 6–4      |
| 1894 | U.S. Championships (2) | Манліф Ґудбаді    | 6–8, 6–1, 6–4, 6–4      |
| 1896 | U.S. Championships (3) | Фред Хові         | 7–5, 3–6, 6–0, 1–6, 6–1 |
| 1897 | U.S. Championships (4) | Вілберфорс Івз    | 4–6, 8–6, 6–3, 2–6, 6–2 |

#### Поразки
| Рік  | Турнір             | Суперник у фіналі | Рахунок у фіналі |
| 1895 | U.S. Championships | Фред Хові         | 6–3, 6–2, 6–4    |

### Парний розряд

#### Перемоги
| Рік  | Турнір             | Партнер       | Суперник у фіналі        | Рахунок у фіналі |
| 1895 | U.S. Championships | Малкольм Чейз | Клеренс Хобарт Фред Хові | 7–5, 6–1, 8–6    |

#### Поразки
| Рік  | Турнір             | Партнер       | Суперник у фіналі | Рахунок у фіналі        |
| 1896 | U.S. Championships | Малкольм Чейз | Карр Ніл Сем Ніл  | 3-6, 6-1, 1-6, 6-3, 1-6 |